# Konrad von Klinggräff
Konrad von Klinggräff, auch Conrad von Klinggräff (* 18. November 1867 in Eltville; † 1. April 1936 in Pinnow) war ein deutscher Jurist, Rittergutsbesitzer und Autor.

## Leben
Konrad von Klinggräff wurde als Sohn von Friedrich von Klinggräff geboren. Nach dem Besuch des Gymnasiums in Neubrandenburg studierte er Rechtswissenschaften an den Universitäten Heidelberg und Leipzig. 1887 wurde er wie bereits sein Vater Mitglied des Corps Vandalia Heidelberg. Zum Wintersemester 1889/90 wechselte er an die Universität Rostock und legte hier das Referendarexamen ab. Anschließend absolvierte er eine Ausbildung als Landwirt und Kaufmann. 1894 übernahm er den väterlichen Besitz, das Rittergut Pinnow, das 1914 als von Klinggräff-Pinnower Familienfideikommiss gestiftet wurde.
Klinggräff war Vorsitzender des Vorstandes der Zuckerfabrik Stavenhagen und der Molkereigenossenschaft Rosenow bei Kleeth in Mecklenburg. Er betätigte sich schriftstellerisch und verfasste vier Dramen, die zum Teil zur Aufführung kamen. Seit 1894 war er Mitglied des Vereins für mecklenburgische Geschichte und Altertumskunde. Er war auch kirchlich engagiert und wurde im März 1922 auf der ersten gesetzgebenden Landessynode der Evangelisch-Lutherischen Landeskirche Mecklenburgs in den Synodalausschuss, die mecklenburgische Kirchenleitung, gewählt.
Klinggräff war seit 1899 mit der Offizierstochter Cäcilie von Bethusy-Huc (1876–1949) verheiratet und hatte drei Kinder: Sein ältester Sohn, Werner Friedrich von Klinggräff (* 1900), übernahm das Gut Chemnitz und wurde Kammerherr. Seine Tochter Roswitha von Klinggräff (* 1902) heiratete einen Landwirt. Sein jüngster Sohn, Dietrich von Klinggräff (1904–1941), wurde ebenfalls Jurist, 1927 promoviert, und folgte ihm als Besitzer von Pinnow. Er fiel 1941 im Zweiten Weltkrieg. Beide Söhne waren Ehrenritter des Johanniterordens und wurden, wie bereits der Großvater und Vater, Mitglied des Corps Vandalia Heidelberg.

## Auszeichnungen
- Rechtsritter des Johanniterordens
- Eisernes Kreuz II. Klasse am weiß-schwarzen Bande
- Bayerischer Orden vom Heiligen Michael
- Braunschweigischer Orden Heinrichs des Löwen
- Großherzoglich mecklenburgischer Kammerherr

## Schriften
- Kaiser Heinrich III. Ein deutsches Trauerspiel. Schwerin: Bahn 1914
- Johann von Wittenberg. Ein dramatisches Bild aus Lübecks grosser Zeit nach Geschichte und Sage. 2. bühnengemäss verbesserte Auflage, Schwerin: Bahn 1914
- Herzog Heinrich der Fromme von Schlesien oder die Tartarenschlacht bei Liegnitz. Ein dramatisches Stück deutscher Geschichte  Schwerin: Bahn 1914
- Fortunat. Ein Märchendrama. Leipzig: Weicher 1923